# Laureana Cilento
Laureana Cilento là một đô thị (comune) thuộc tỉnh Salerno trong vùng Campania của Ý. Laureana Cilento có diện tích 13 km2, dân số là 1180 người (thời điểm ngày).